# Vũ Trà My
Vũ Trà My (sinh năm 1990, tại Hà Nội), hiện là thành viên chính thức của đội tuyển Wushu quốc gia Việt Nam. Cô được phát hiện và đưa vào đội tuyển Wushu Hà Nội khi mới 4 tuổi.
Năm 1998, Trà My đã giành tấm huy chương đồng đầu tiên bài thi trường quyền. Năm 2000, cô lên ngôi vô địch quốc gia. Liên tiếp trong những năm sau, cô lần lượt đoạt được khá nhiều huy chương ở các giải đấu quốc tế: huy chương vàng Trẻ châu Á (2003, 2005), huy chương đồng SEA Games 23, huy chương vàng SEA Games 24, huy chương bạc Olympic Bắc Kinh 2008.
Năm 2006, tại giải Wushu Trẻ thế giới tổ chức tại Malaysia, Trà My đã giành chiếc huy chương vàng thế giới.
Tại Giải vô địch trẻ thế giới 2008, Trà My giành huy chương đồng ở nội dung thương thuật.
Năm 2010, Trà My bất ngờ giải nghệ và bắt đầu tiếp xúc với công việc truyền hình. Năm 2011, Trà My bắt đầu công tác tại truyền hình An Viên, trở thành biên tập viên, người dẫn chương trình của bản tin thể thao.
Năm 2014, Trà My từ bỏ ngành truyền hình, chuyển sang làm DJ.